# 徐国淦 (植物学者)
徐国淦（1926年4月—2013年5月），男，浙江衢州人，中国植物保护和植物检疫界学者，原中华人民共和国农业部植物检疫实验所虫害研究室主任、研究员，中国检验检疫科学研究院退休干部，政府特殊津贴专家。他在棉红铃虫大田测报和防治技术、蜡螟杆菌和苏云金杆菌防治、以及甘薯小象鼻虫的熏蒸消毒等方面取得丰硕成果；是中国真空熏蒸杀虫灭菌技术的开创者之一；在拯救陕西黄陵文物保护区数千株千年古树的过程中做出重要贡献。共发表学术论文50余篇，出版专著5部。

## 生平
1926年，徐国淦出生于浙江省衢县衢江区大洲镇。求学期间，曾因侵華日軍入侵，随学校的多次迁徙而颠沛流离。1947年，考入南通农学院。1949年中华人民共和国成立后，转入南昌大学农学院农艺系继续学习，主修昆虫学。
1951年8月大学毕业后，徐国淦到农业部病虫防治司参加工作。1953年至1956年，先后任农业部病虫防治大队教员、农业部植保局植保处技术员。1956年3月至1961年12月，任农业部植物检疫实验室助理研究员，负责害虫鉴定组工作。1961年12月，调入中国农科院植保所植检室任助理研究员，先后在棉红铃虫大田测报技术和防治措施、蜡螟杆菌和苏云金杆菌防治以及甘薯小象鼻虫的熏蒸消毒等方面取得丰硕成果，为制定中国植物病虫害检疫对象名单和采取检疫措施提供了科学依据，有力地推动了农作物病虫害防治工作。
1979年，调入农业部植物检疫实验所，先后任虫害研究室副主任、主任。他对中国各口岸现行熏蒸技术进行全面观察分析，提出了合理化建议且研究成果实用，受到了上级部门的重视。1981年晋升为副研究员，1987年晋升为研究员。1991年起享受政府特殊津贴。
退休以后，徐国淦仍积极利用自己在植物检疫领域多年研究经验和专业技能服务于中国国民经济生产一线，并广泛借助其多年积累的科研技术资源和社会关系，为植物病虫害熏蒸处理技术的深入研发和推广做出了重要的贡献。为表彰他一生卓越的业绩，中国粮油学会储藏专业分会授予其终身成就奖。

## 成就及荣誉
徐国淦为中国的检验检疫事业，尤其是植物检疫和植物保护事业做出了卓越的贡献。他发表学术论文50多篇，出版专著5部。在早年从事棉虫防治研究期间，徐国淦对棉红铃虫及其它害虫的人工防治及飞机防治进行了深入研究，取得了突出的业绩。从事植物检疫科研后，刻苦钻研检疫害虫分类和处理技术，特别是在港口检疫技术措施领域取得了很高的建树，在植物病虫害熏蒸药剂以及变频、微波等处理手段等研究均取得了突破性进展。在方法创新领域，他建立了真空熏蒸杀虫灭菌方法，并基于该方法成功试制了PEV-1000型程控机和ZX-350型真空熏蒸消毒机，得到了较好的应用。
在药剂研发领域，成功试制了新熏蒸剂硫酰氟，为提高植物病虫害熏蒸除害的效率和有效性发挥了重要作用。他主持的《真空熏蒸技术研究》和《熏灭净（硫酰氟）的研究》这两项科研项目，也因此获得了农业部“科技改进”一等奖。因为他在熏灭净（硫酰氟）的研究生产及在农林、外贸、文史、档案、轻纺、城建等多领域的大规模应用方面取得了一系列卓越成就，于1987年荣获了国家“科技进步”三等奖。此外，他还在检疫害虫抽样检验方法等方面也做了系统研究，特别是在拯救陕西黄陵文物保护区数千株千年古树的过程中，做出了重要贡献，也因此受到了陕西省政府的表彰。

## 主要论著
[1] 徐国淦 张国颂 ,棉红铃虫预测预报及田间防治技术研究《中国昆虫学会1962年学术讨论会会刊》1962年。

[2] 徐国淦， 甘薯小象鼻虫的种类及其防治，《 植物保护》 1964年， 第05期 。

[3] 徐国淦 张国颂，《飞机喷药防治棉花蕾铃期害虫效果初步研究》， 《昆虫知识》 1964年05期

[4] 徐国淦，豆类自己会“生”虫吗? 《科学大众(中学版)》 1965年05期。

[5] 徐国淦 陈仲梅 俞玲珑 ，《磷化铝熏蒸处理豌豆象的效果研究》， 《植物保护》， 1979年03期。

[6] 徐国淦 陈仲梅 李广年，《溴甲烷、环氧乙烷分解破坏效应研究》，《植物保护学报》 1980年01期。

[7] 徐国淦，陈仲梅，《硫酰氟》，《植物保护》 1981年 第01期

[8] 徐国淦 刘瑞祥 张从仲 栗克森等，《熏蒸技术用于防治园林蛀干害虫的初步研究》，《森林病虫通讯》 1982年02期。

[9] 徐国淦 张从仲 叶炳元 蔡悦 等，《利用我国自然低温处理进口粮谷象问题的初步研究》，
　　《粮食储藏》 1985年06期。

[10] 徐国淦， 徐京辉，《植物有害生物检疫熏蒸技术》,《 农业出版社》, 1988 - 326 页,ISBN 7109003671, 9787109003675。

[11] 徐国淦 王跃进 蔡悦等，溴甲烷、二硫化碳熏蒸处理对苹果蠹蛾的效果及水果安全范围的研究，《植物保护学报》 1989年01期

[12] 徐国淦，抢救黄帝陵濒危古柏技术研究， 《北京昆虫学会成立四十周年学术讨论会论文摘要汇编》1990年

[13] 徐国淦，《浅谈植物检疫的处理问题》,《植物检疫》1991年 第2期 126-127页。

[14] 徐国淦, 《有害生物熏蒸及其他处理实用技术》,《中国农业出版社》, 1995 - 394 页。

[15] 徐国淦， 《仓储害虫治理技术及其设施的研究》， 《粮食储藏》， 1995年 第Z1期

[16] 徐国淦， 《有害生物熏蒸及其他处理实用技术》，中国农业出版社，1995。

[17] 徐国淦，王伟芳，《硫酰氟的气相色谱测定》，《粮食储藏》1995年 第5期。

[18] X Guogan, C Zhongmer, S Zhao ， The development of sulphuryl fluoride (S02F 2), in China-a brief introduction， Proceedmqs of the 7th International Working Conference on Stored-product Protection - Volume 1, 1998。

[19] 徐国淦，《 病虫鼠害熏蒸及其他处理实用技术》，中国农业出版社， ISBN：710909264X，2005-05-01[2]

[20] 徐国淦 山广利 姜盛杰 等，硫酰氟和二氧化碳混合处理储粮害虫及其残留初步研究， 《植物检疫》 2008年05期